# Єршово (Лузький район)
Єршо́во (рос. Ершово) — присілок у складі Лузького району Кіровської області, Росія. Входить до складу Лузького міського поселення.
Населення становить 3 особи (2010, 5 у 2002).
Національний склад станом на 2002 рік — росіяни 100 %.